# Neustrelitz
Neustrelitz est une ville d'Allemagne du Nord, située dans l'arrondissement du Plateau des lacs mecklembourgeois dans le Land de Mecklembourg-Poméranie-Occidentale.

## Géographie
La ville est située dans une plaine boisée et parsemée de lacs du Mecklembourg-Poméranie-Occidentale, au bord du lac Zierker, à 90 km au nord de Berlin.

## Histoire
| Appartenances historiques Duché de Mecklembourg-Strelitz 1712-1815 Grand-duché de Mecklembourg-Strelitz 1815–1918 République de Weimar 1918–1933 Reich allemand 1933–1945 Allemagne occupée 1945–1949 République démocratique allemande 1949–1990 Allemagne 1990–présent |

En 1701, le duché de Mecklembourg-Strelitz est établi par l'acte de succession de Hambourg. Ce petit duché comprend un territoire autour de la ville de Strelitz, la capitale, et une enclave autour de Ratzebourg, qui, de nos jours est situé au Schleswig-Holstein.
En 1712, le château et le bas de la ville de Strelitz sont ravagés par un incendie. Après ce désastre, le duc Adolphe-Frédéric III et sa famille sont contraints de résider dans un pavillon de chasse construit au bord du lac Zierker, au nord-ouest de Strelitz. Autour de ce lieu, la nouvelle ville de Neustrelitz voit le jour. En 1736, elle devient la capitale gouvernementale du duché de Mecklembourg-Strelitz, cependant que la vieille ville de Strelitz continue son existence.
Neustrelitz demeure la résidence des ducs et grands-ducs jusqu'en 1918, avant d'être la capitale de l'État libre de Mecklembourg-Strelitz de 1918 à 1933, au sein de la République de Weimar. En 1934, les deux anciens duchés de Mecklembourg (Schwerin et Strelitz) fusionnent.

## Politique et administration
La ville est administrée par un conseil de 29 membres élus. Andreas Grund est le bourgmestre depuis 2003.

## Culture et patrimoine

### Lieux et monuments
La place du Marché est le centre de la ville, sur lequel s'élèvent :
- l'église construite entre 1768 et 1778 ;
- l'hôtel de ville, construit en 1841 par un élève de Karl Friedrich Schinkel.

Le château de style baroque a été détruit en 1945, mais ses jardins subsistent, ainsi qu'un ensemble d'édifices :
- l'orangerie du XVIIIe siècle a été agrandie en 1842 et sert aujourd'hui de salle de concert ;
- l'église du château a été construite entre 1855 et 1859 dans un style néo-gothique anglais ;
- le temple néo-classique d'Hébé, de forme circulaire, abrite une statue de la déesse ;
- le monument commémoratif de la reine Louise, de style grec, construit en 1891 pour honorer Louise de Prusse.

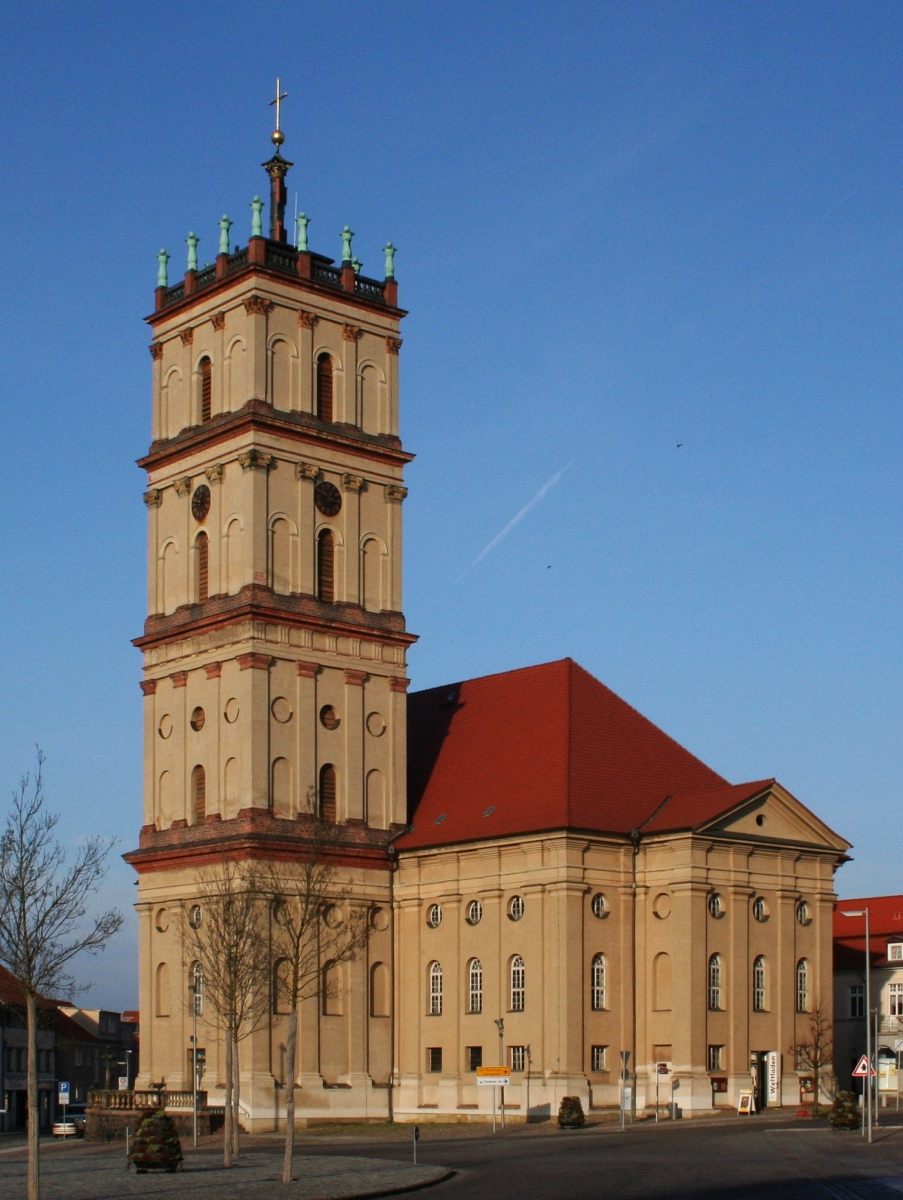
L'église.
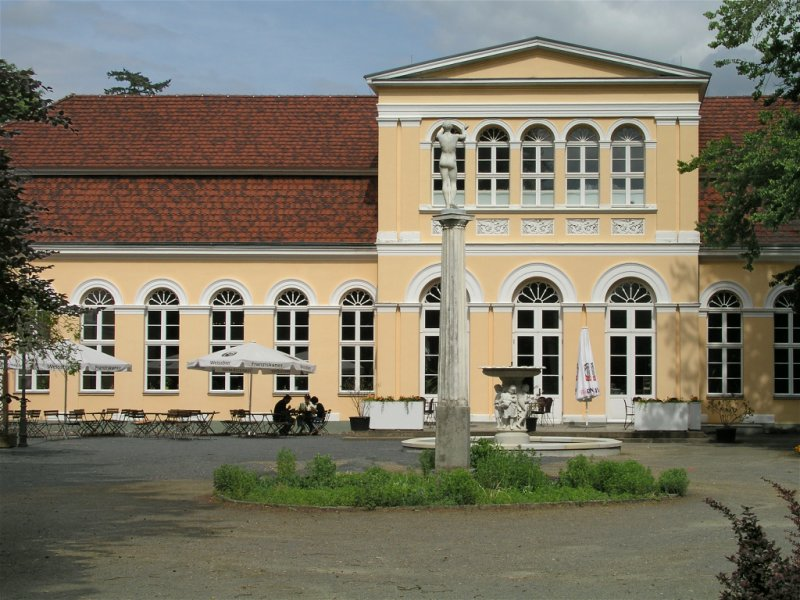
L'orangerie.
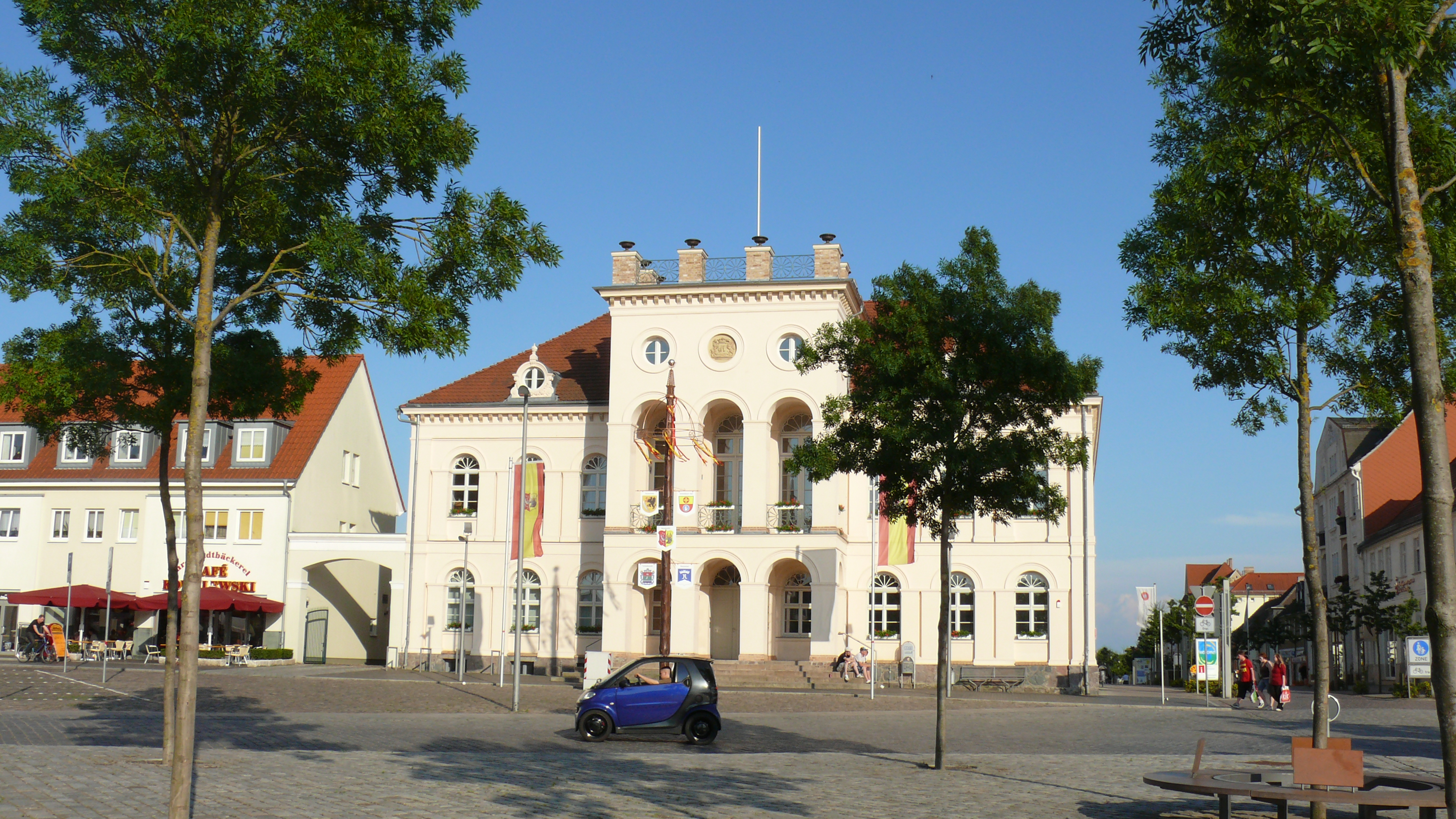
L'hôtel de ville.
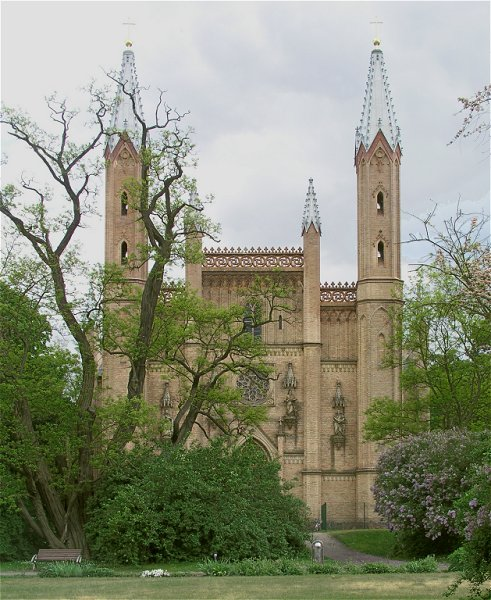
L'église du château.

### Personnalités liées à la ville
- Albert Wolff (1814-1892), sculpteur.
- Emil Kraepelin, psychiatre (1856-1926).
- Andreas Dittmer (1972-), champion olympique et du monde de canoé.
- Olaf Winter (1973-), champion olympique de kayak.
- Anna Kovaltchouk (1977-), actrice russe.